# Kanton Feurs
Feurs is een kanton van het Franse departement Loire. Het kanton maakt deel uit van het arrondissement Montbrison.

## Gemeenten
Het kanton Feurs omvatte tot 2014 de volgende 23 gemeenten:
- Chambéon
- Civens
- Cleppé
- Cottance
- Épercieux-Saint-Paul
- Essertines-en-Donzy
- Feurs (hoofdplaats)
- Jas
- Marclopt
- Mizérieux
- Montchal
- Nervieux
- Panissières
- Poncins
- Pouilly-lès-Feurs
- Rozier-en-Donzy
- Saint-Barthélemy-Lestra
- Saint-Cyr-les-Vignes
- Saint-Laurent-la-Conche
- Saint-Martin-Lestra
- Salt-en-Donzy
- Salvizinet
- Valeille

Bij de herindeling van de kantons door het decreet van 26 februari 2014 met uitwerking in 2015 werd het kanton uitgebreid tot volgende 33 gemeenten:
- Chambéon
- Châtelus
- Chazelles-sur-Lyon
- Chevrières
- Civens
- Cleppé
- Cottance
- Épercieux-Saint-Paul
- Essertines-en-Donzy
- Feurs
- La Gimond
- Grammond
- Jas
- Marclopt
- Maringes
- Mizérieux
- Montchal
- Nervieux
- Panissières
- Poncins
- Pouilly-lès-Feurs
- Rozier-en-Donzy
- Saint-Barthélemy-Lestra
- Saint-Cyr-les-Vignes
- Saint-Denis-sur-Coise
- Saint-Laurent-la-Conche
- Saint-Martin-Lestra
- Saint-Médard-en-Forez
- Salt-en-Donzy
- Salvizinet
- Valeille
- Viricelles
- Virigneux